# Trivium
Das Trivium (lateinisch für „Dreiweg“) bezeichnete die drei sprachlichen Fächer der sieben freien Künste, die zusammen mit den mathematischen Fächern des Quadriviums nach Vorläufern in Antike und Frühmittelalter das Grundstudium an den hochmittelalterlichen Universitäten bildeten. Es bestand aus den – durchwegs lateinisch unterrichteten – Fächern:
- Grammatik (Sprachlehre)
- Dialektik (Gesprächsführung)
- Rhetorik (Redekunst)

Einen Eindruck von den konkreten Inhalten dieser Fächer kann man z. B. aus den (um 630 n. Chr. abgeschlossenen) Etymologiae des Isidor von Sevilla gewinnen.

## Zum Lehrfach Grammatik
Das Wort Grammatik stammt von dem griechischen γράμμα gramma „Geschriebenes, Buchstabe“, und bedeutete „Lesen und Schreiben“. Erstmals wurde dieses Wort von Dionysios Thrax [begrifflich bestimmt] als Sprach- und Literaturwissenschaft, seit Priscianus im Wesentlichen wieder eingeschränkt auf die Lehre […] der Syntax (de constructione)." Beim Lehrfach Grammatik ging es also um das sprachlich korrekte Reden nach den Regeln der lateinischen Sprache.

## Zum Lehrfach Dialektik (mit Logik)
Das Wort Dialektik stammt wie das Wort Dialog von dem griechischen διαλέγεσθαι dialegesthai  mit der Grundbedeutung „sich unterhalten“. Dementsprechend bedeutete in der Antike und im Mittelalter Dialektik διαλεκτική dialektiké  „Kunst der (vernünftigen) Gesprächsführung“ zum Zweck, andere von einer Meinung zu überzeugen. Dieser Begriff beinhaltete Methoden der Argumentation sowie den Bereich, der heute mit Logik bezeichnet wird.
Der Begriff „Dialektik“ hat seinen Ursprung in Formen der Klärung von Begriffen und der argumentativen Beweisführung bei Sokrates (sokratische Dialoge) und Platon. Platon bezieht richtige Worte „neben definitionstheoretischen Fragen auch (auf) Grundbegriffe der Logik wie Wahrheit und Falschheit, zwingende Folgerung und Widerspruch“. Bei Aristoteles „findet sich die erste systematische Entwicklung formallogischer Fragen“. Er „macht die Trugschlüsse der Sophisten zum zentralen Thema der Dialektik“. Platon hatte Dialektik als die Bemühung gesehen, „einen einsichtigen Gesprächspartner durch begriffliche Klärung von den Erscheinungen zu den Ideen zu führen“.
Somit sind „Logik (und) Rhetorik […] die wichtigsten Hilfswissenschaften der Dialektik“, um andere von einer Meinung zu überzeugen.

## Zum Lehrfach Rhetorik
Das Wort Rhetorik stammt aus dem griechischen ῥητορική (τέχνη) rhētorikḗ (téchnē) und bedeutete „Redekunst, Eloquenz, Redetechnik“. Dabei ging es um die Art, wie dialektische Argumentationen vorgetragen wurden, um andere zu überzeugen. „Der grundsätzliche Unterschied zwischen Dialektik und Rhetorik liegt […] im Bereich der Anwendung der Argumentationen“. Die „Dialektik untersucht ihre Gegenstände im fortlaufenden Wechsel von Frage und Antwort“ etwa in der politischen oder philosophischen Argumentation, die „Rhetorik im Zusammenhang der monologischen Rede“, Als Lehrsystem „ist die Rhetorik erstmals im 5. Jh. v. Chr. in Sizilien nachweisbar“. Diese Lehre bezog sich „ausschließlich auf die Gerichtsrede“, die die Rede in Einleitung (Prooimion), Hauptteil (Agon) und Nachwort (Epilogos) gliederte, „wobei im Hauptteil als dem Ort der Beweisführung die Darstellung des Falles vom eigentlichen Beweis auf der Grundlage plausibler Gründe gesondert wurde“.

## „Trivium“ und „trivial“
Von Trivium ist das Adjektiv „trivial“ abgeleitet, das sich im bildungsgeschichtlichen Zusammenhang auf die Inhalte des Triviums bezieht, ansonsten aber schon seit der Antike „allgemein zugänglich, allbekannt, gewöhnlich, gemein“ bedeutet.